# Fujita Soccer Club 1986-1987
Questa voce raccoglie le informazioni riguardanti il Fujita Soccer Club nelle competizioni ufficiali della stagione 1986-1987.

## Stagione
Presentatosi ai nastri di partenza con una rosa che includeva diversi elementi giovani (tra cui Tōru Kamikawa, Michel Miyazawa e il brasiliano Carlos Alberto Dias). il Fujita disputò una stagione di media classifica e uscì ai quarti di finale delle coppe

## Maglie e sponsor
Le maglie, prodotte dall'Asics, recano sulla parte anteriore l'iscrizione Fujita.
| Manica sinistra · Maglietta · Maglietta · Manica destra · Pantaloncini · Calzettoni |

## Rosa
| N. |                     | Ruolo | Calciatore                |
| -- | ------------------- | ----- | ------------------------- |
| 1  | Giappone (bandiera) | P     | Izumi Yokokawa            |
| 2  | Giappone (bandiera) | D     | Yutaka Ikeuchi            |
| 3  | Giappone (bandiera) | D     | Tsutomu Sonobe            |
| 4  | Giappone (bandiera) | D     | Ryu Hirose                |
| 5  | Giappone (bandiera) | C     | Hiroyuki Sakashita        |
| 6  | Giappone (bandiera) | D     | Mitsugu Nomura            |
| 7  | Giappone (bandiera) | C     | Jun Suzuki                |
| 8  | Giappone (bandiera) | A     | Satoshi Tezuka (capitano) |
| 9  | Giappone (bandiera) | A     | Kōichi Kobayashi          |
| 10 | Giappone (bandiera) | A     | Shigekazu Yoshiura        |
| 11 | Giappone (bandiera) | A     | Sadahiro Takahashi        |
| 12 | Giappone (bandiera) | A     | Masaaki Mori              |
| 13 | Perù (bandiera)     | C     | Oscar Vargas Kanashiro    |
| 14 | Giappone (bandiera) | C     | Kenichi Komoda            |

| N. |                     | Ruolo | Calciatore          |
| -- | ------------------- | ----- | ------------------- |
| 15 | Giappone (bandiera) | D     | Takafumi Baba       |
| 16 | Giappone (bandiera) | C     | Koji Tsujishi       |
| 17 | Giappone (bandiera) | C     | Shigeharu Ueki      |
| 18 | Giappone (bandiera) | A     | Osamu Taninaka      |
| 19 | Giappone (bandiera) | D     | Michel Miyazawa     |
| 20 | Giappone (bandiera) | C     | Motoaki Goto        |
| 21 | Giappone (bandiera) | D     | Hitoshi Nakata      |
| 22 | Giappone (bandiera) | C     | Tōru Kamikawa       |
| 23 | Giappone (bandiera) | C     | Haruo Yuki          |
| 25 | Giappone (bandiera) | D     | Masahiro Kokubo     |
| 26 | Giappone (bandiera) | C     | Takaaki Yamada      |
| 27 | Brasile (bandiera)  | C     | Cirinho             |
| 28 | Brasile (bandiera)  | C     | Carlos Alberto Dias |
| 31 | Giappone (bandiera) | P     | Seiji Mori          |

## Statistiche

### Statistiche di squadra
| Competizione          | Punti | Totale | Totale | Totale | Totale | Totale | Totale | DR  |
| Competizione          | Punti | G      | V      | N      | P      | Gf     | Gs     | DR  |
| --------------------- | ----- | ------ | ------ | ------ | ------ | ------ | ------ | --- |
| JSL Division 1        | 22    | 22     | 8      | 6      | 8      | 24     | 22     | +2  |
| JSL Cup               | -     | 3      | 2      | 0      | 1      | 7      | 1      | +6  |
| Coppa dell'Imperatore | -     | 3      | 2      | 0      | 1      | 5      | 2      | +3  |
| Totale                | -     | 28     | 12     | 6      | 10     | 36     | 25     | +11 |